# Althea Reinhardt
Althea Reinhardt, född 1 september 1996 i Århus, är en dansk handbollsspelare som spelar för Odense Håndbold i Danmark.

## Karriär

### Klubbhandboll
Hon skrev på för Odense 2016, efter att ha börjat karriären i Nykøbing Falster Håndboldklub. Hon har tidigare också spelat för Roskilde Håndbold under ett år. Med Odense vann hon den danska cupen 2020 och den danska ligan 2021 och 2022.

### Landslagshandboll
Althea Reinhardt spelade för de danska ungdomslandslagen 2013 till 2016 med stora framgångar som framgår av meriterna. Hon vann U17-EM-brons, U18-VM-brons, U19-EM-guld och U20-VM-guld. Reinhardt togs ut i All Star-laget vid U17-EM 2013 och U20-VM 2016.
I samband med Golden League-turneringen den 6-9 oktober 2016 gjorde hon debut i det danska utvecklingslandslaget. Reinhardt var en del av det landslag som slutade 4:a vid EM 2016 i Sverige. En vecka innan turneringen blev målvakten Rikke Poulsen skadad, vilket ledde till att Althea Reinhardt fick mästerskapsdebutera för Danmark. Hon vann sedan en bronsmedalj vid  världsmästerskapet i handboll för damer 2021 i Spanien och upprepade detta vid världsmästerskapet i handboll för damer 2023 på hemmaplan. 2022 vid EM vann hon silver efter att Danmark förlorat finalen till Norge. Vid OS i Paris 2024 vann hon brons med Danmark efter seger över Sverige i bronsmatchen.

## Klubbmeriter och meriter i ungdomslandslag
- Damehåndboldsligaen  2021 och 2022
- DHF:s nationella cupturnering  2020
- U17 EM  damer 2013
- U18 VM damer 2014
- U19 EM damer 2015
- U20 VM damer 2016